# Wschodnioniemiecka Formuła 3 Sezon 1972
1972 – sezon Wschodnioniemieckiej Formuły 3. Mistrzostwa były rozgrywane wyłącznie w klasie II, pod nazwą Pokal des Präsidiums Leistungsklasse II; kierowcy klasy I rywalizowali w ramach mistrzostw NRD według przepisów Formuły Easter.

## Kalendarz wyścigów
| Runda | Data        | Tor      | Pole position   | Najszybsze okrążenie | Zwycięzca (kierowcy) | Zwycięzca (zespoły)         |
| ----- | ----------- | -------- | --------------- | -------------------- | -------------------- | --------------------------- |
| 1     | 28 maja     | Bernau   | Hartmut Thaßler | ?                    | Manfred Kuhn         | MC Bernauer Schleife        |
| 2     | 4 czerwca   | Bautzen  | ?               | Lothar Schmidt       | Lothar Schmidt       | MC Fernsehelektronik Berlin |
| 3     | 6 sierpnia  | Schleiz  | Hartmut Thaßler | ?                    | Hartmut Thaßler      | MC Rackwitz-Delitzsch       |
| 4     | 17 września | Frohburg | Hartmut Thaßler | Hartmut Thaßler      | Hartmut Thaßler      | MC Rackwitz-Delitzsch       |

## Klasyfikacja kierowców
| Legenda oznaczeń w tabelach wyników Wyświetl szablon na nowej stronie | Legenda oznaczeń w tabelach wyników Wyświetl szablon na nowej stronie                                                                     |
| Oznaczenie                                                            | Wyjaśnienie |
| --------------------------------------------------------------------- | --- |
| Złoty                                                                 | Zwycięzca lub mistrzostwo |
| Srebrny                                                               | 2. miejsce lub wicemistrzostwo |
| Brązowy                                                               | 3. miejsce lub II wicemistrzostwo |
| Zielony                                                               | Ukończył, punktował (w klasyfikacji generalnej, gdy zdobył co najmniej jeden punkt na przestrzeni sezonu, poza trzema powyższymi opcjami) |
| Niebieski                                                             | Ukończył, nie punktował (w klasyfikacji generalnej, gdy nie zdobył co najmniej jednego punktu na przestrzeni sezonu)                      |
| Czerwony                                                              | Nie zakwalifikował się (NZ) |
| Czerwony                                                              | Nie prekwalifikował się (NPK) |
| Różowy                                                                | Nie ukończył (NU) |
| Różowy                                                                | Niesklasyfikowany (NS) (w klasyfikacji generalnej, gdy nie został sklasyfikowany w żadnym wyścigu sezonu)                                 |
| Czarny                                                                | Zdyskwalifikowany (DK) |
| Czarny                                                                | Wykluczony (WYK/EX) |
| Biały                                                                 | Nie wystartował (NW) |
| Biały                                                                 | Kontuzjowany (K/INJ) |
| Biały                                                                 | Wyścig odwołany (OD/C) |
| Bez koloru                                                            | Został wycofany (WYC/WD) |
| Bez koloru                                                            | Nie przybył (NP/DNA) |
| Bez koloru                                                            | Nie brał udziału w treningach (NT/DNP) |
| Bez koloru                                                            | Nie został zgłoszony (–) |
| Pogrubienie                                                           | Start z pole position |
| Kursywa                                                               | Najszybsze okrążenie wyścigu |
| †                                                                     | Nie ukończył, ale jego rezultat został zaliczony ze względu na przejechanie więcej niż 90% dystansu wyścigu.                              |
| *                                                                     | Sezon w trakcie |
| 1/2/3                                                                 | Punktowana pozycja w sprincie kwalifikacyjnym                                                                                             |
| Lista systemów punktacji Formuły 1                                    | |

| Poz.                                          | Kierowca         | Zespół                      | BER | BAU | SLZ | FRO | Punkty |
| --------------------------------------------- | ---------------- | --------------------------- | --- | --- | --- | --- | ------ |
| 1                                             | Hartmut Thaßler  | MC Rackwitz-Delitzsch       | NU  | 6   | 1   | 1   | 19     |
| 2                                             | Manfred Kuhn     | MC Bernauer Schleife        | 1   | 4   | NU  | 2   | 18     |
| 3                                             | Kurt Rolapp      | MC Klosterfelde             | 2   | ?   | 2   | 4   | 15     |
| 4                                             | Lothar Schmidt   | MC Fernsehelektronik Berlin | NU  | 1   | 5   | 3   | 15     |
| 5                                             | Christian Gallus | MC Dresden                  | NU  | 2   | 3   | NW  | 10     |
| 6                                             | Günter Klingner  | MC Post Leipzig             | NU  | 5   | 4   | 5   | 7      |
| 7                                             | Kurt Klotz       | MC Betonwerke Dresden       | -   | 3   | -   | -   | 4      |
| 8                                             | Werner Eschrich  | MC Gräfenroda               | NU  | ?   | NU  | 6   | 1      |
| NS                                            | Martin Schulz    | MC Klosterfelde             | -   | ?   | NU  | 7   | 0      |
| Kierowcy niedopuszczeni do zdobywania punktów |                  |                             |     |     |     |     |        |
| NS                                            | Miklós de Sorgo  | Spartacus Budapest          | -   | -   | NU  | -   | 0      |